# Chris Ahrens
Chris Ahrens, född den 24 juli 1976 i Iowa City, Iowa, är en amerikansk roddare.
Han tog OS-guld i åtta med styrman i samband med de olympiska roddtävlingarna 2004 i Aten.